# Paecilaema limbatum
Paecilaema limbatum is een hooiwagen uit de familie Cosmetidae.